# Ignacio Galán
José Ignacio Sánchez Galán (Salamanca, 30 de septiembre de 1950), es un empresario y ejecutivo español. Es presidente ejecutivo del Grupo Iberdrola desde 2006, compañía energética multinacional con filiales que incluyen ScottishPower en el Reino Unido, Avangrid en Estados Unidos, Neoenergía en Brasil e Iberdrola México, que también preside. En 2019 es seleccionado por Harvard Business Review como uno de los treinta y cinco directores ejecutivos más importantes del mundo.

## Biografía
Nacido en Salamanca, es oriundo de Villavieja de Yeltes. Estudió Ingeniería Industrial en la Escuela Superior Industrial ICAI de la Universidad Pontificia Comillas en Madrid. Es diplomado en Administración de Empresas por el ICADE y en Administración de Empresas y Comercio Exterior por la Escuela de Organización Industrial siendo durante esos años colegial del CMU Loyola de Madrid. Habla inglés, francés, italiano y portugués. Está casado y tiene cuatro hijos. 

### Carrera profesional
Inició su actividad profesional en 1972 en la Sociedad Española del Acumulador Tudor, donde ocupó distintos puestos directivos y de gestión en la etapa de la expansión internacional de la compañía.
A comienzos de 1990 dirigió Industria de Turbopropulsores (ITP) desde su creación. Entre 1993 y 1995 fue presidente de Eurojet, consorcio europeo para el desarrollo y fabricación del motor Eurojet EJ200, que equipa el Eurofighter. 
En 1995  entró como consejero delegado en la recién creada Airtel Móvil.Bajo su dirección ejecutiva la empresa logró 5 millones de abonados.Ignacio Galán dejó en 2001 la compañía de telecomunicaciones tras asegurar su venta a Vodafone por 24.000 millones de euros, multiplicando la inversión inicial de sus fundadores por 31.
Es profesor visitante de la Universidad de Strathclyde de Glasgow, y en 2012, fue nombrado presidente del Consejo Social de la Universidad de Salamanca. También es miembro del Consejo Asesor Presidencial del Massachusetts Institute of Technology (MIT) y patrono de la Fundación Universitaria Comillas-ICAI.
En 2023 se incorporó al Consejo Global de Líderes de la organización UNICEF Generation Unlimited.
En 2025 fue incluido en el grupo inaugural de la iniciativa Líderes para el Crecimiento y la Competitividad en Europa, promovida por el Foro Económico Mundial. 

#### Presidencia de Iberdrola
En 2001 fue nombrado vicepresidente ejecutivo y consejero delegado de Iberdrola, con Íñigo de Oriol e Ybarra, como presidente. En 2006 fue designado presidente ejecutivo de Iberdrola.
En abril de 2007, fue nombrado presidente de Scottish Power, un mes después de aprobar la integración de la eléctrica con la escocesa Scottish Power, dentro del Plan Estratégico 2007-2009 en el que Ignacio Galán anunciaba su intención de aumentar el desarrollo orgánico de Iberdrola integrando compañías “de manera amistosa”.
En 2015, abordó la compra de United Illuminating (UIL) para formar la filial estadounidense del grupo, Avangrid. El diario New York Times destacó que esta operación convirtió a Iberdrola en “líder en energía eólica y solar”.
En 2016, declaró que el acuerdo de la Cumbre de París “reafirma la estrategia de Iberdrola, basada en energías limpias, redes y almacenamiento”. En 2018, afirmó que la apuesta por las energías renovables “no es opcional”.
En 2017, fue nombrado presidente del Consejo de Administración de Neoenergía, tras la fusión de Elektro y Neonergía.
En 2022, anunció al primer ministro de Australia, Anthony Albanese, la inversión a través de Infigen, compañía australiana adquirida por Iberdrola en 2020, de 3.000 millones de euros en el país para suministrar nueva capacidad de energía renovable, almacenamiento en baterías, proyectos de hidrógeno verde e inversión en redes de transmisión.
En 2023, impartió en Havard Business School el caso Iberdrola, liderando la revolución energética elaborado por el profesor Juan Alcácer, catedrático James J. Hill de Administración de Empresas, sobre la toma de decisiones estratégicas que ha realizado en la compañía en las áreas de Renovables, Redes y negocio Mayorista y Minorista.
En 2024 Iberdrola cerró la venta de la mayoría de los activos no renovables en México, lo cual contribuyó al récord de beneficios de la compañía durante el primer trimestre de este año.  Y a mediados de año siguiendo su plan estratégico de enfocarse en la inversión en las redes eléctricas, adquirió la distribuidora británica, Electricity North West (ENW), por un valor de 5.000 millones de euros. Lo que ha supuesto la mayor operación del grupo desde 2008. 
Ha inaugurado el cuarto parque eólico marino de Iberdrola en el mundo, Saint Brieuc (496 MW), en Francia y allí reafirmó su apuesta por la eólica marina y confirmó que tiene en el foco futuras inversiones por hasta 100.000 millones en esta tecnología.
También bajo su mandato, Iberdrola se introduce en el negocio de Centros de Datos y ha anunciado el lanzamiento de una filial especializada: CPD4Green, con la intención de ser el mayor hub europeo de centros de datos y procesamiento de IA.
Bajo la presidencia de Ignacio Galán, Iberdrola anunció la venta de parte de sus activos en México por 4.200 millones de dólares (unos 3.700 millones de euros).  La operación forma parte de un plan de inversión de 55.000 millones de euros en redes eléctricas en Estados Unidos, Reino Unido, Brasil y España, con el objetivo de casi duplicar su base de activos regulados. Este movimiento podría marcar el cierre de una etapa iniciada en 1999 y fuertemente impulsada por Galán, durante la cual Iberdrola alcanzó más de 10.000 megavatios de capacidad instalada y se convirtió en uno de los principales generadores privados de México. 
Ha presidido el grupo de eléctricas del Foro Económico Mundial (Davos) del que forma parte y es miembro de la European Round Table of Industrialists y del grupo que aglutina a las principales compañías eléctricas de Europa.
Durante su Presidencia en Iberdrola, Galán también ha liderado importantes patrocinios deportivos de la compañía eléctrica. Ya en el año 2007, Iberdrola logró visibilidad mundial a través de “Desafío Español”, el equipo de vela que participó con éxito alcanzando las semifinales de la Copa América de vela.
En 2009 Iberdrola se convirtió  en el patrocinador de la Selección de fútbol de España, una cooperación  que se culminó con las victorias del Mundial de fútbol de 2010 y de la Eurocopa de 2012. También es muy significativo el apoyo de Iberdrola a los deportes paralímpicos.
Pero la principal apuesta de éxito de Iberdrola en el patrocinio deportivo en España ha sido sin duda la del deporte femenino que se plasmó en 2016 a través del programa Universo Mujer del Consejo Superior de Deportes y gracias al cual patrocina directamente a 32 federaciones. Dentro de este marco Iberdrola es patrocinador de la Selección Española femenina, tanto del combinado absoluto como de las categorías inferiores. Gracias a este apoyo la selección de fútbol femenino ha conseguido en 2023 un hito histórico tras alzarse como ganadora del Mundial de Australia y Nueva Zelanda en 2023.

## Reconocimientos
En su carrera profesional ha recibido varios galardones y reconocimientos. Ha sido nombrado doctor honoris causa en varias universidades; en el año 2011,  por la Universidad de Edimburgo y por la Universidad de Salamanca, por su 
«capacidad de transformación, innovación y apuesta por el futuro», y en el año 2013, por la Universidad de Strathclyde de Glasgow.
Ha sido distinguido en tres ocasiones sucesivas (2003-2005) como el mejor CEO del sector en Europa por IR Magazine. Este galardón se decide a partir de estudios de opinión entre analistas y gestores de fondos de inversión de los mercados bursátiles.
En 2005 fue reconocido con el premio especial a la trayectoria profesional en los VII Premios Vodafone de Periodismo. y obtuvo la Medalla al Mérito de la Cámara de Comercio e Industria de Salamanca
En 2006 fue declarado mejor CEO del año en  los Platts Global Energy Awards. En ese mismo año, también recibió el reconocimiento al español del año por la Institución Cultural Alfonso X El Sabio.
En el año 2008 fue nombrado business leader of the year, por la Cámara de Comercio España-Estados Unidos, y de la Cámara de Comercio de Brasil y también recibió ese mismo año el Premio Internacional de Economía de la Fundación Cristóbal Gabarrón.
En 2010, el Colegio Oficial de Peritos e Ingenieros Técnicos Industriales de Salamanca le concedió su máxima distinción.
En 2011 se le otorgó la distinción Lagun Onari, concedida por el Gobierno Vasco a personalidades no vascas como reconocimiento a su contribución al desarrollo de Euskadi. También en 2011, fue nombrado mejor CEO de las utilities europeas y de las cotizadas españolas en relaciones con inversores, según la Thomson Extel Survey.
En el año 2014 obtuvo el Premio Capitalismo Responsable que otorga el Grupo First. Ese año, la reina Isabel II del Reino Unido le distinguió con la condecoración honorífica de comendador de la Muy Excelente Orden del Imperio Británico.
Ignacio Galán recibió en diciembre de 2016 la medalla de honor de la Real Academia Nacional de Medicina (RANM) de manos de Joaquín Poch, su presidente, que elogió los esfuerzos de Iberdrola en beneficio del desarrollo tecnológico y la investigación, así como su contribución al fomento del empleo en España.
En 2017 recibió el Premio al Liderazgo Empresarial de Vocento, y el Institutional Investor Research Group le consideró, por undécima ocasión, mejor primer ejecutivo de las eléctricas europeas.
En 2018 fue nombrado miembro de honor del Instituto de la Ingeniería de España en reconocimiento a «toda una larga y exitosa vida dedicada a la ingeniería» y a «sus aptitudes, capacidades y valía como ingeniero».
En 2019 fue designado como español universal por la Fundación Independiente. Este premio distingue la trayectoria de Ignacio Galán, ingeniero y destacado gestor que ha dirigido compañías punteras de sectores industriales y tecnológicos (como el de las telecomunicaciones, la aeronáutica o la energía) en las que ha modificado profundamente el perfil de las mismas, plasmando su visión de futuro y su capacidad para adelantarse a las nuevas necesidades de la sociedad.[cita requerida] Ese mismo año recibió el Premio Nacional de Innovación y Diseño, en su modalidad de trayectoria innovadora, otorgado por el Ministerio de Ciencia, Innovación y Universidades y el Premio León de El Español a la mejor gestión empresarial 2019. A nivel internacional, fue seleccionado entre los cinco mejores CEO del mundo en el ranking 2019 de Harvard Business Review. y reconocido como uno de los 10 CEO más influyentes del mundo en la lucha contra el cambio climático, según Bloomberg.
En 2020 obtuvo el Premio Alfonso de Salas a la personalidad económica del año, otorgado por el periódico El Economista, el Premio al Liderazgo Directivo por parte de la Asociación Española para la Calidad (AEC), el premio de honor de los VII Premios al mejor directivo de Castilla y León, el Premio Forinvest 2020 a la trayectoria profesional y el Premio Nacional de Innovación y Diseño a la trayectoria innovadora, concedido por el Ministerio de Ciencia, Innovación y Universidades.
En 2023 recibió la medalla de honor que otorga la World Jurist Association, el Premio al Liderazgo en ESG (factores ambientales, sociales y de gobierno corporativo) por parte de la Foreign Policy Association en Nueva York, el Premio José Echegaray de El Economista y el Premio al Mejor Liderazgo Empresarial en Transición Energética de 2023 del Periódico de la Energía, y fue nombrado como uno de los líderes mundiales más innovadores en la lucha contra el cambio climático en el ranking 'Time100 Climate' elaborado por la revista Time. 
En 2024 fue investido doctor honoris causa por la Universidad Pontificia Comillas en «reconocimiento a su trayectoria profesional y su implicación y compromiso con las energías verdes».
En octubre de 2024, Ignacio Galán fue incluido en la lista de los 100 latinos más comprometidos frente a la crisis climática. Una lista publicada en el marco del Día Internacional de la Acción Climática por la organización Sachamama y apoyada por la Agencia EFE. 
En junio de 2025, Ignacio Galán recibió el premio Business Person of the Year otorgado por la UPF – Barcelona School of Management, en reconocimiento a su trayectoria empresarial y a su liderazgo en el proceso de transformación energética.
Además, es cónsul de Bilbao por la Cámara de Comercio de Bilbao y ha obtenido la Medalla de Oro de la provincia de Salamanca en 2009 y la Medalla de Oro de la ciudad de Salamanca en 2013.

## Retribuciones en Iberdrola
En 2012, Ignacio Galán obtuvo una retribución de 6,27 millones de euros, más 305.000 acciones valoradas en 1,15 millones de euros). En 2013 percibió un total de 7,4 millones entre sueldo y acciones. En 2014 obtuvo 9,12 millones. En 2015 su remuneración total fue de 6,17 millones de euros. En 2016 percibió 9,3 millones, en 2017, 9,47 millones de euros, y en 2018, 9,5 millones.
En 2019 sus ingresos sumaron 10,43 millones de euros, incluyendo sus retribuciones por otros cargos como presidente de los consejos de administración de las filiales Avangrid y Neoenergia.
En 2020 su remuneración fue de 12,201 millones de euros; en 2021, de 13,20 millones, y en 2022, de 13,06 millones.

## Controversias
En 2019 se incluye a Iberdrola en una de las cerca de 50 piezas judiciales instadas en las que la Justicia investiga al comisario José Manuel Villarejo por las presuntas acciones ilícitas para empresas e instituciones al frente de la sociedad Club Exclusivo de Negocios y Transacciones (CENYT).
Consecuencia de esta investigación, se abren en el Juzgado Central de Instrucción número 6 de la Audiencia Nacional las Diligencias Previas 96/2017, que constituyen una macro causa compuesta de 35 piezas separadas, y denominada «Tándem», de las que la referida a Iberdrola es la Pieza Separada 17, donde se investigan ocho proyectos o trabajos supuestamente realizados por Cenyt para la compañía eléctrica.
En junio de 2021, el magistrado Manuel García-Castellón ordena que José Ignacio Sánchez Galán, Francisco Martínez Córcoles, ex director general de Negocios; Fernando Becker, exconsejero delegado de la eléctrica en España, y Rafael Orbegozo, el que fuese jefe del Gabinete de Presidencia hasta 2017, declaren como imputados por delito continuado de cohecho activo, delito contra la intimidad de las personas y delito por falsedad en documento mercantil.
El 27 de julio de 2022, el juez de la Audiencia Nacional Manuel García-Castellón dicta un auto por el que declara el sobreseimiento libre por considerar que los delitos que se le imputaban habrían prescrito y que no había suficientes motivos para incluir a Ignacio Galán y al resto de directivos desimputados (excepto al que fuera director de Seguridad Antonio Asenjo).
La resolución del Juzgado Central de Instrucción que declara el sobreseimiento libre de Iberdrola Renovables señala que: «Puede concluirse conforme a los argumentos transcritos, que los delitos imputados a Iberdrola Renovables Energía estarían prescritos cuando se dictó el auto de 9/07/2021, por lo que no cabría otra opción más que declarar la presencia de esta circunstancia extintiva de la responsabilidad, y con ello decretar el sobreseimiento libre a tenor del art. 637.3 de la LECrim».
El 11 de octubre de 2022, la Sala de lo Penal de la Audiencia Nacional acuerda de forma definitiva el archivo de la causa contra Sánchez Galán, desestimando los recursos de la Fiscalía, del presidente de ACS, Florentino Pérez, y de los sindicalistas presuntamente espiados por José Manuel Villarejo, señalando: «Resulta empero incuestionable que la mera presidencia de Iberdrola S. A., sociedad dominante del grupo, es a todas luces insuficiente como elemento incriminatorio para atribuir a quien dicho cargo ostenta, incluso en el plano indiciario propio de esta fase procesal, una participación en los hechos presuntamente delictivos objeto de la investigación».
En febrero de 2023, el Juzgado de Primera Instancia número 14 de Madrid admite a trámite una demanda de Iberdrola contra el presidente del Real Madrid y de ACS en la que le reclama 72,8 millones de euros por los supuestos daños y perjuicios que le ha venido ocasionando su acusación en el marco del caso Villarejo. El presidente de la eléctrica, Sánchez Galán, exige personalmente a Pérez la cifra de 72.822.289 euros como compensación por los graves daños que, a su juicio, le ha provocado la actuación contra él en el sumario también bautizado como Tándem, que se instruye en el Juzgado de Instrucción número 6 de la Audiencia Nacional.
En 2024, la Audiencia Provincial de Madrid confirma la condena a ACS por competencia desleal al confirmar que la noticia que difundió la constructora de Florentino Pérez en un medio digital no era cierta.
En mayo de 2022, Ignacio Galán realiza unas polémicas declaraciones en las que calificaba de tontos a los consumidores de tarifa regulada, dos días después Galán pidió disculpas a los usuarios del mercado regulado.